# Johanne Blouin

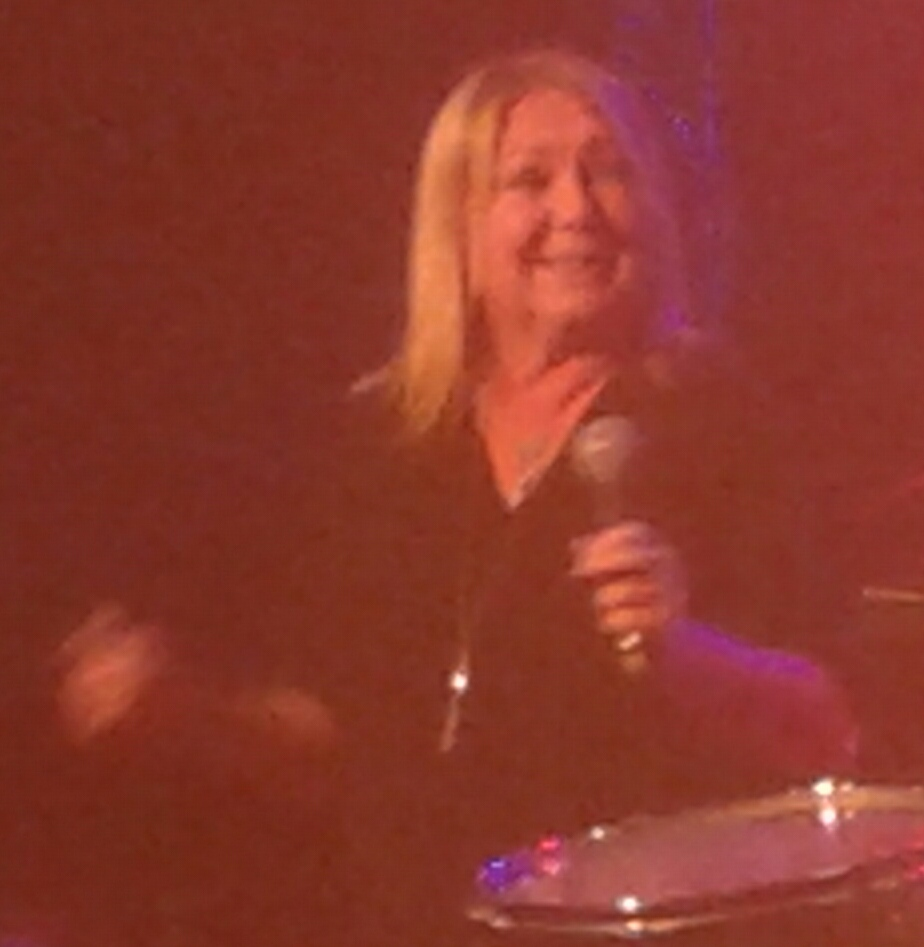
La señora esta con un micrófono

Johanne Blouin (nacida el 19 de septiembre de 1955 en Saint-Hyacinthe, Quebec, Canadá), es una cantante y escritora de canciones canadiense.

## Discografía
- 1985: Joey Sullivan (Vamp) 110
- 1988: Merci Félix (Les Productions Guy Cloutier) PGC-904, PGC-CD-904, PGC-4-904.
- 1989: Johanne Blouin (Les Productions Guy Cloutier) PGC-910, PGC-CD-910, PGC-4-910.
- 1990: Sainte Nuit (Les Productions Guy Cloutier) PGC-CD-914, PGC-4-914.
- 1992: Entre l'amour et la guerre (Les Productions Guy Cloutier) PGC-CD-922, PGC-4-922.
- 1993: Au nom de l'amour (Collectif) (Disques Fondation Au nom de l'amour) ANL-CD-2-666.
- 1993: Souviens-moi (L'Étoile du Nord) JBCD-9800 (064027980028), JB4-9800 (064027980042).
- 1994: Johanne Blouin chante Noël (L'Étoile du Nord) JBCD-9801 (064027980127), JB4-9801.
- 1995: Elle le dira (L'Étoile du Nord) JBCD-9802 (064027980226).
- 1996: De Félix à Aujourd'hui (Compilation) (Les Productions Guy Cloutier) PGC-CD-992.
- 1997: Noëls d'espoir (L'Étoile du Nord) JBCD-9803 (064027980325), JB4-9803 (Réalisé avec Michel Legrand)
- 1998: Que veux tu que j'te dise ? (Album Hommage à Jean-Pierre Ferland) (L'Étoile du Nord) JBCD-9804 (064027980424), JB4-9804.
- 1998: Coffret Noël (2 CD) (L'Étoile du Nord) JBCD-9805 (064027980523).
- 2000: Everything Must Change (Justin Time Records) JUST 141-2, JUST 141-4.
- 2004: Until I Met You (Justin Time Records) JUST 207-2.
- 2005: Roses Roses (Rose Drummond inc.) JBRD-1.
- 2005: Roses Rouges (Rose Drummond inc.) JBRD-2.
- 2006: Noël avec Johanne Blouin (Zone 3) ZCD-1070.